# Dornaugen
Die Dornaugen (Pangio, veraltetes Synonym: Acanthophthalmus) sind eine Gattung der Steinbeißer (Cobitidae). Die bodenlebenden Süßwasserfische leben in Südostasien, einschließlich der Inseln Sumatra, Borneo und Java, in Indien und Bangladesch. Sie leben in Sümpfen, Tümpeln, Seen, den Stillwassern größerer Flüsse, aber auch in fließenden Bächen, auf Schlamm- und Sandböden zwischen herabgefallenem Laub, Wurzeln und Pflanzen. Stellenweise sind sie sehr häufig.
Dornaugen ernähren sich zum großen Teil von Kleinkrebsen, wie Chydorus, Bosmina oder Muschelkrebsen (Ostracoda).

## Merkmale
Dornaugen haben einen aalartigen, langgestreckten Körper, der seitlich etwas abgeflacht ist. Der Kopf ist schuppenlos, das Auge von einer durchsichtigen Haut bedeckt. Vor dem Auge befindet sich der für Schmerlen charakteristische Praeorbitalstachel. Das unterständige Maul hat drei bis vier Paar Barteln. Die Bauchflossen und die kurze Rückenflosse befinden sich hinter der Körpermitte, die Afterflosse hinter der Rückenflosse. Dornaugen haben eine abgerundete bis leicht eingekerbte Schwanzflosse. Die meisten Arten sind bräunlich, einige haben auf gelblichem oder beigen Grund braune oder fast schwarze Streifen, die sich vom Rücken die Flanken entlangziehen. Ihre Länge beträgt je nach Art drei bis zwölf Zentimeter.

## Name
Bei allen Arten der Familie Steinbeißer (Cobitidae) befindet sich hinter jedem Auge ein kleiner Dorn. Dieser ist in einer Hauttasche und kann ausgeklappt und mit einem Knochengelenk arretiert werden.

## Arten
- Pangio agma (Burridge, 1992)

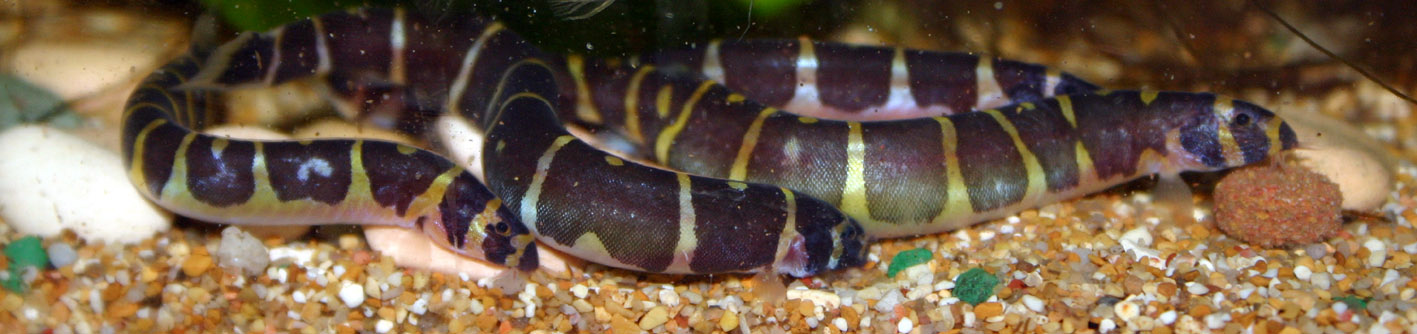
Geflecktes Dornauge (Pangio kuhlii)

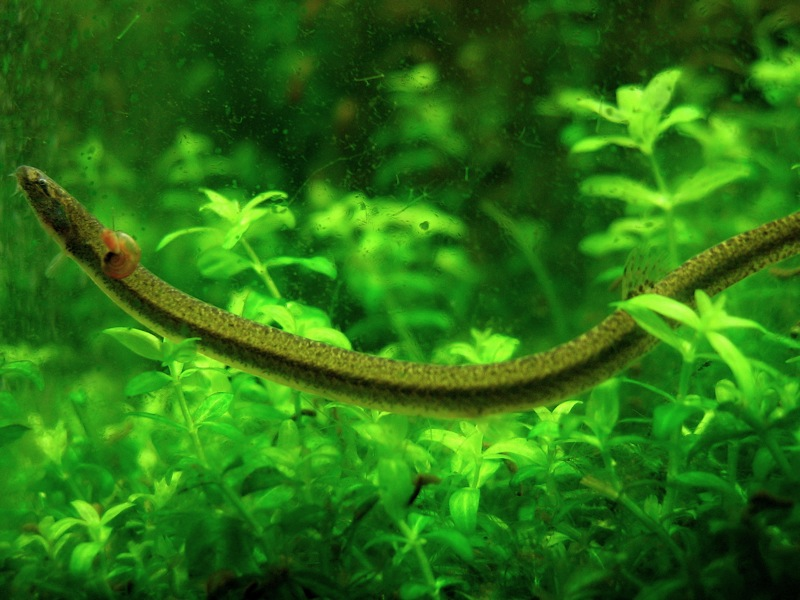
Muränen-Dornauge (Pangio muraeniformis)

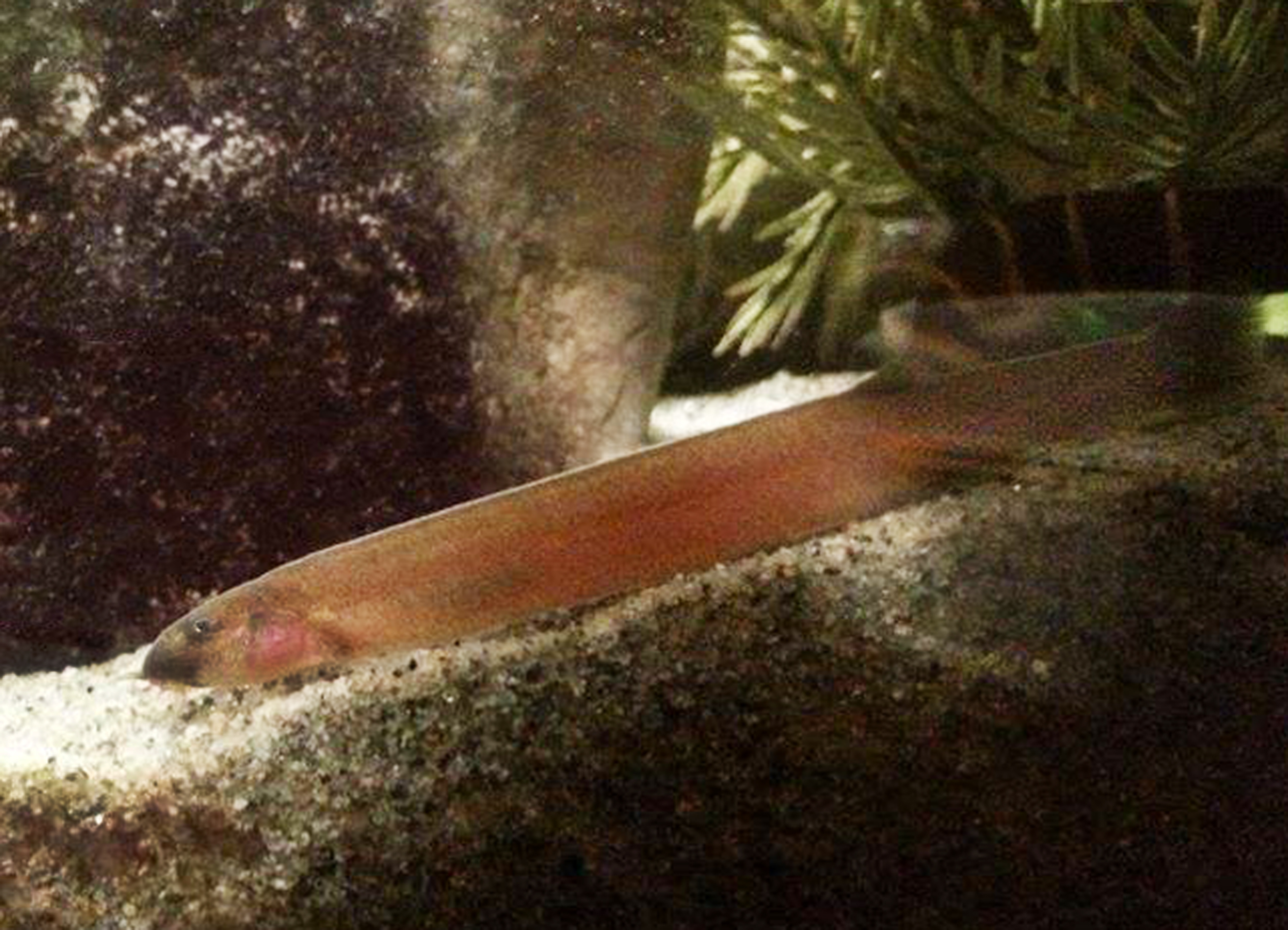
Javadornauge (Pangio oblonga)

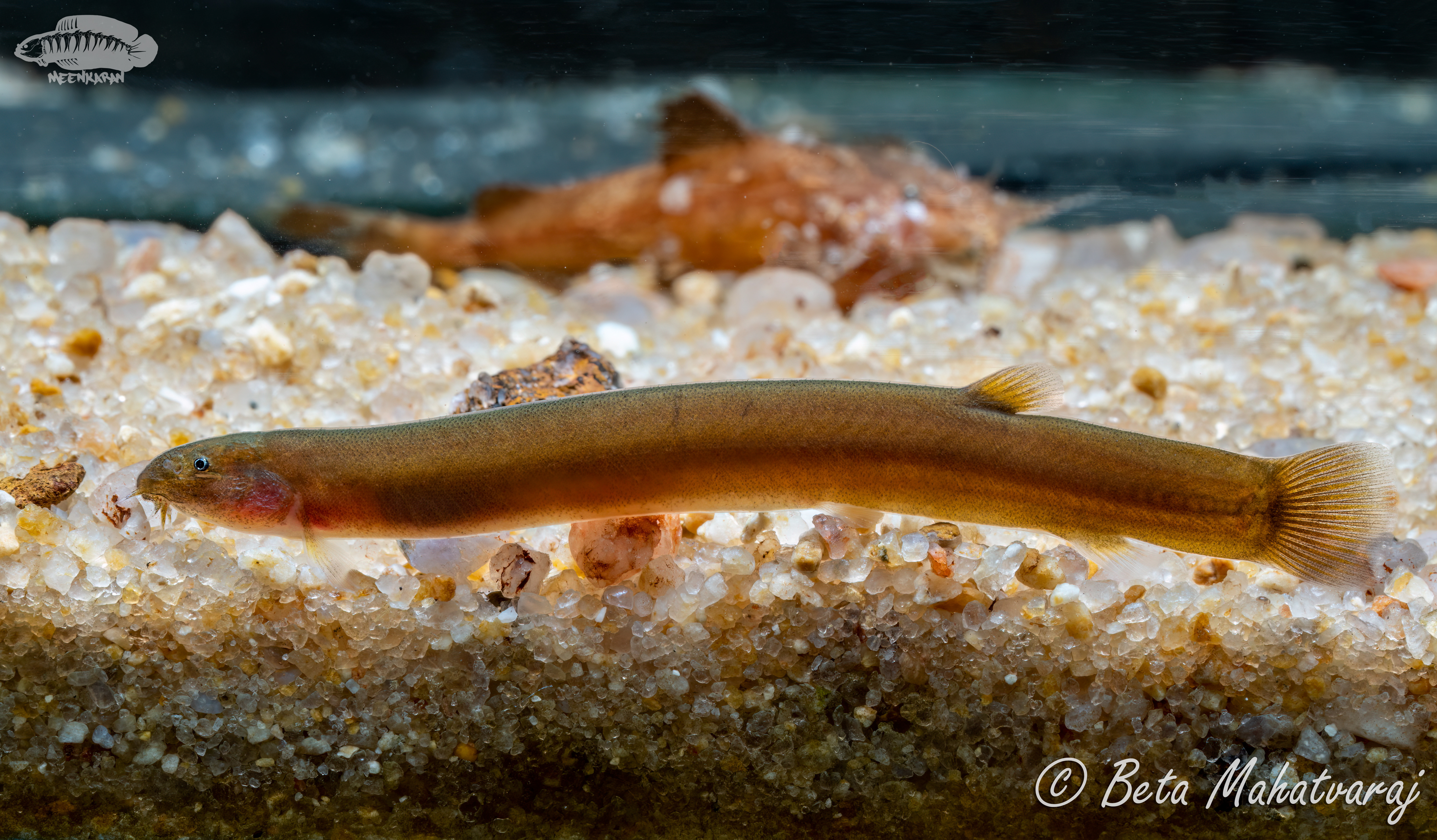
Zimtfarbenes Dornauge (Pangio pangia)

- Pangio alcoides Kottelat & Lim, 1993
- Pangio alternans Kottelat & Lim, 1993
- Aal-Dornauge (Pangio anguillaris Vaillant, 1902)
- Pangio apoda Britz & Maclaine, 2007
- Pangio borneensis (Boulenger, 1894)
- Pangio bhujia Anoop, Britz, Arjun, Dahanukar & Raghavan, 2019
- Pangio cuneovirgata (Raut, 1957)
- Pangio doriae (Perugia, 1892)
- Pangio elongata Britz & Maclaine, 2007
- Pangio filinaris Kottelat & Lim, 1993
- Pangio fusca (Blyth, 1860)
- Pangio goaensis (Tilak, 1972)
- Pangio incognito Kottelat & Lim, 1993
- Geflecktes Dornauge (Pangio kuhlii Valenciennes in Cuvier & Valenciennes, 1846)
- Pangio longipinnis (Menon, 1992)
- Pangio lumbriciformis Britz & Maclaine, 2007
- Pangio malayana (Tweedie, 1956)
- Pangio mariarum (Inger & Chin, 1962)
- Muränen-Dornauge (Pangio muraeniformis de Beaufort, 1933)
- Pangio myersi (Harry, 1949), benannt nach George Sprague Myers
- Javadornauge (Pangio oblonga Valenciennes in Cuvier & Valenciennes, 1846)
- Zimtfarbenes Dornauge (Pangio pangia Hamilton, 1822)
- Pangio pathala Sundar et al., 2022[1]
- Pangio piperata Kottelat & Lim, 1993
- Pangio pulla Kottelat & Lim, 1993
- Pangio robiginosa (Raut, 1957)
- Halbgebändertes Dornauge (Pangio semicincta Fraser-Brunner, 1940)
- Borneodornauge (Pangio shelfordii Popta, 1903)
- Pangio signicauda Britz & Maclaine, 2007
- Pangio superba (Roberts, 1989)